# En optimistisk tragedie
En optimistisk tragedie (russisk: Оптимистическая трагедия, translit.: Optimistitjeskaja tragedija) er en sovjetisk spillefilm i sort/hvid fra 1963 produceret af Mosfilm og instrueret af Samson Samsonov. Filmen er baseret på et skuespil af samme navn skrevet af Vsevolod Visjnevskij og deltog i konkurrencen ved Cannes Film Festival i 1963. Filmen blev med 46 millioner solgte billetter i Sovjetunionen en stor kommerciel succes.

## Handling
Under den russiske revolution i 1917 opstår et oprør blandt søfolk i den russiske flåde, der ledes af anarkisten Vosjak (Boris Andrejev). Centralkomiteen i bolsjevikpartiet sender en kommissær (Margarita Volodina) for at danne en battalion i den nye flåde, der som en del af Den røde hær skal deltage i Den russiske borgerkrig.
Det lykkedes kommissæren af omvende de anarkistiske sømænd og tage til fronten.

## Modtagelse
Filmen modtog fine anmeldelser i Sovjetunionen, hvor læserne af det sovjetiske filmmagsin Sovetskij Ekran kårede filmen som Årets bedste film og  skuespillerinden Margarita Volodina som Årests bedste.skuespillerinde.
I Storbritannien beskrev kritekeren Richard Porton filmen som værende "patetisk didaktisk" og et "typisk sovjetisk forsøg på at rationalisere det brutale angreb på deltagerne i Kronstadt-opstanden".